# ناصر صادق

تصویری به جا مانده از ناصر صادق

ناصر صادق، عضو کادر مرکزی سازمان مجاهدین خلق و از اولین اعضاء این سازمان بود که به اتهام «فعالیت بر ضد امنیت کشور» در دادگاه نظامی حکومت به اعدام محکوم شد و در ۳۰ فروردین ۱۳۵۱ در مقابل جوخه آتش تیرباران شد.

## زندگی و مبارزه
ناصر صادق در سال ۱۳۲۳ در خانواده‌ای مذهبی در تهران متولد شد. پدرش از اعضای هیئت امنای مسجد هدایت و از دوستان سید محمود طالقانی و مهدی بازرگان بود. دورهٔ متوسطه را در دبیرستان مروی گذراند و از همان‌جا فعالیت‌های مذهبی و سیاسی خود را آغاز کرد؛ و ضمن شرکت در جلسات سید محمود طالقانی در مسجد هدایت انجمنی به نام دین و دانش در دبیرستان ایجاد کرد. در سال ۱۳۴۲ در رشتهٔ مکانیک دانشکده فنی دانشگاه تهران پذیرفته شد و در حین تحصیل به فعالیت‌های گذشتهٔ خود ادامه داد. در مهر ماه ۱۳۴۴ با محمد حنیف‌نژاد آشنا شد و از این طریق به سازمان مجاهدین خلق راه یافت و از نخستین اعضای این تشکیلات بود. در سال ۱۳۴۶ پس از فارغ‌التحصیلی از دانشگاه، برای خدمت وظیفه به شیراز رفت و در طی سکونت در آنجا مسئولیت شاخهٔ شیراز سازمان را عهده‌دار شد. در سال ۱۳۴۸ پس از پایان سربازی به تهران بازگشت. وی به همراه محمد بازرگانی مسئولیت گروه تدارکات (واردات اسلحه به سازمان) را برعهده گرفتند. در بهار سال ۱۳۵۰ از طریق ارتباط با یکی از عوامل نفوذی ساواک به نام شاهمراد دلفانی مقداری اسلحه به‌طور قاچاق تهیه کرد، که سبب شد تیم‌های تعقیب و مراقبت ساواک موفق به کشف خانه‌های تیمی سازمان شده و ضربهٔ شهریور ۵۰ وارد آید.
ناصر صادق در ۱ شهریور ماه ۱۳۵۰ دستگیر، و در دادگاه نظامی حکومت پهلوی به اعدام محکوم شد.

## دفاعیات
ناصر صادق در دادگاه دفاعیه‌ای مفصل ارائه داد که شامل اهداف سازمان، دلایل مبارزه با امپریالیسم و چشم‌انداز دستیابی به جامعهٔ بی‌طبقهٔ توحیدی می‌شد. او در دفاعیات خود در دادگاه از روح‌الله خمینی به‌عنوان رهبر ملی و مذهبی یاد کرد.

## اعدام
ناصر صادق در ۳۰ فروردین ۱۳۵۱ به همراه علی باکری، علی میهن دوست و محمد بازرگانی تیرباران شدند. محل دفن وی در قطعه ۳۳ بهشت زهرا در تهران است.

## برای مطالعهٔ بیشتر
- کلائی، علی. «سحرگاه خونین، ۴۰ سال پیش». گویا.
- حق‌شناس، تراب (۱۱ شهریور ۱۳۹۱). «برگی از تاریخ: انعکاس مبارزات سازمان مجاهدین از ۱۳۵۰ تا ۱۳۵۵ در نشریه باختر امروز». پژواک ایران.
- «متن دفاعیه مجاهد شهید ناصر صادق». کتابخانه، موزه و مرکز اسناد مجلس شورای اسلامی.[پیوند مرده]
- «شکست‌های گروه منافقین از آغاز تا کنون». بوتیا نیوز.
- «سازمان مجاهدین خلق پیدایی تا فرجام(۱۳۸۴–۱۳۴۴)» (PDF). موسسه مطالعات و پژوهشهای سیاسی. صص. ۲۲۲۸. بایگانی‌شده از اصلی (PDF) در ۲۴ مارس ۲۰۱۴. دریافت‌شده در ۱۷ مه ۲۰۲۱.